# Dagmar di Danimarca (1890-1961)
Dagmar Luisa Elisabetta di Danimarca (Charlottenlund, 23 maggio 1890 – Kongstedlund, 11 ottobre 1961) è stata una principessa danese.

## Famiglia d'origine
Dagmar era figlia del re Federico VIII di Danimarca e della regina Luisa, nata principessa di Svezia.

I suoi nonni paterni erano il re Cristiano IX di Danimarca e la regina Luisa, nata principessa d'Assia-Kassel; quelli materni il re Carlo XV di Svezia e la regina Luisa, nata principessa dei Paesi Bassi.
È stata chiamata come la zia, l'imperatrice Maria Fedorovna di Russia, nata Principessa Dagmar di Danimarca.

## Matrimonio e discendenza
Sposò a Fredensborg il 23 novembre 1922 Jørgen Castenskiold, figlio di Anton Castenskiold, ciambellano, e della moglie Sophie Steensen-Leth, nobile danese.
Dall'unione nacquero quattro figli:
- Carl Frederik Anton Jørgen Castenskiold (Kongstedlund, 13 novembre 1923 – 14 aprile 2006);
- Jørgen Frederik Aage Erik Helge Castenskiold (Longstedlund, 16 marzo 1928 – Næstved, 4 maggio 1964), sposò Kirsten Schlichtkrull ed ebbe due figlie;
- Christian Ludwig Gustav Fritz Castenskiold (Kongstedlund, 10 luglio 1926 – 17 luglio 2024)[2];
- Dagmar Louise Thyra Sophia Castenskiold (Kongstedlund, 11 settembre 1930 - 12 luglio 2013), sposò Poul Bitsch ed ebbe quattro figli.
- Christian Frederik (1931-1937).

## Albero genealogico
|                            |                   |                                | Genitori                               |  |  | Nonni |  |  | Bisnonni                                                       |  |  | Trisnonni                                            |  |
|                            |                   |                                |                                        |  |  |       |  |  | Federico Guglielmo di Schleswig-Holstein-Sonderburg-Glücksburg |  |  | Federico Carlo di Schleswig-Holstein-Sonderburg-Beck |  |
|                            |                   |                                |                                        |  |  |       |  |  | Federico Guglielmo di Schleswig-Holstein-Sonderburg-Glücksburg |  |  | Federico Carlo di Schleswig-Holstein-Sonderburg-Beck |  |
|                            |                   | Federica di Schlieben          |                                        |  |  |       |  |  | Federico Guglielmo di Schleswig-Holstein-Sonderburg-Glücksburg |  |  |                                                      |  |
| Cristiano IX di Danimarca  |                   |                                |                                        |  |  |       |  |  | Federico Guglielmo di Schleswig-Holstein-Sonderburg-Glücksburg |  |  |                                                      |  |
|                            |                   | Luisa Carolina d'Assia-Kassel  | Carlo d'Assia-Kassel                   |  |  |       |  |  |                                                                |  |  |                                                      |  |
|                            |                   | Luisa Carolina d'Assia-Kassel  | Carlo d'Assia-Kassel                   |  |  |       |  |  |                                                                |  |  |                                                      |  |
|                            |                   | Luisa Carolina d'Assia-Kassel  | Luisa di Danimarca                     |  |  |       |  |  |                                                                |  |  |                                                      |  |
| Federico VIII di Danimarca |                   | Luisa Carolina d'Assia-Kassel  |                                        |  |  |       |  |  |                                                                |  |  |                                                      |  |
|                            |                   | Guglielmo d'Assia-Kassel       | Federico d'Assia-Kassel                |  |  |       |  |  |                                                                |  |  |                                                      |  |
|                            |                   | Guglielmo d'Assia-Kassel       | Federico d'Assia-Kassel                |  |  |       |  |  |                                                                |  |  |                                                      |  |
|                            |                   | Guglielmo d'Assia-Kassel       | Carolina di Nassau-Usingen             |  |  |       |  |  |                                                                |  |  |                                                      |  |
| Luisa d'Assia-Kassel       |                   | Guglielmo d'Assia-Kassel       |                                        |  |  |       |  |  |                                                                |  |  |                                                      |  |
|                            |                   | Luisa Carlotta di Danimarca    | Federico di Danimarca                  |  |  |       |  |  |                                                                |  |  |                                                      |  |
|                            |                   | Luisa Carlotta di Danimarca    | Federico di Danimarca                  |  |  |       |  |  |                                                                |  |  |                                                      |  |
|                            |                   | Luisa Carlotta di Danimarca    | Sofia Federica di Meclemburgo-Schwerin |  |  |       |  |  |                                                                |  |  |                                                      |  |
| Dagmar di Danimarca        |                   | Luisa Carlotta di Danimarca    |                                        |  |  |       |  |  |                                                                |  |  |                                                      |  |
|                            | Oscar I di Svezia | Jean-Baptiste Jules Bernadotte |                                        |  |  |       |  |  |                                                                |  |  |                                                      |  |
|                            | Oscar I di Svezia | Jean-Baptiste Jules Bernadotte |                                        |  |  |       |  |  |                                                                |  |  |                                                      |  |
|                            | Oscar I di Svezia | Désirée Clary                  |                                        |  |  |       |  |  |                                                                |  |  |                                                      |  |
| Carlo XV di Svezia         | Oscar I di Svezia |                                |                                        |  |  |       |  |  |                                                                |  |  |                                                      |  |
|                            |                   | Giuseppina di Leuchtenberg     | Eugenio di Beauharnais                 |  |  |       |  |  |                                                                |  |  |                                                      |  |
|                            |                   | Giuseppina di Leuchtenberg     | Eugenio di Beauharnais                 |  |  |       |  |  |                                                                |  |  |                                                      |  |
|                            |                   | Giuseppina di Leuchtenberg     | Augusta di Baviera                     |  |  |       |  |  |                                                                |  |  |                                                      |  |
| Luisa di Svezia            |                   | Giuseppina di Leuchtenberg     |                                        |  |  |       |  |  |                                                                |  |  |                                                      |  |
|                            |                   | Federico d'Orange-Nassau       | Guglielmo I dei Paesi Bassi            |  |  |       |  |  |                                                                |  |  |                                                      |  |
|                            |                   | Federico d'Orange-Nassau       | Guglielmo I dei Paesi Bassi            |  |  |       |  |  |                                                                |  |  |                                                      |  |
|                            |                   | Federico d'Orange-Nassau       | Guglielmina di Prussia                 |  |  |       |  |  |                                                                |  |  |                                                      |  |
| Luisa dei Paesi Bassi      |                   | Federico d'Orange-Nassau       |                                        |  |  |       |  |  |                                                                |  |  |                                                      |  |
|                            |                   | Luisa di Prussia               | Federico Guglielmo III di Prussia      |  |  |       |  |  |                                                                |  |  |                                                      |  |
|                            |                   | Luisa di Prussia               | Federico Guglielmo III di Prussia      |  |  |       |  |  |                                                                |  |  |                                                      |  |
|                            |                   | Luisa di Prussia               | Luisa di Meclemburgo-Strelitz          |  |  |       |  |  |                                                                |  |  |                                                      |  |
|                            |                   | Luisa di Prussia               |                                        |  |  |       |  |  |                                                                |  |  |                                                      |  |